# Костюрін Степан Дмитрович
Степан Дмитрович Костюрін (1853, Миколаїв—1898) — російський та український патофізіолог, бальнеолог, професор Харківського університету, Військово-медичної академії в Петербурзі, директор Слов'янських мінеральних вод.

## Біографія
Народився в Миколаєві, 1872 року закінчив Миколаївську гімназію. Вступив до Гірничого інституту в Петербурзі, закінчив 3 курси, але далі перевівся до Медико-хірургічної академії. На 2-му й 3-му курсі виконував обов'язки асистента кафедри гістології у професора Федора Заворикіна. На 4-му та 5-му курсах працював ординатором у клініці професора Вячеслава Манасеїна. Закінчив академію 1880 року, здобувши золоту медаль та премію ім. професора Т. Ільїнського. У 1880—1884 роках працював у Пашутіна прозектором кафедри загальної та експериментальної патології. 1884 року захистив дисертацію доктора медицини на тему «Про вплив перерізання нижньої частини спинного мозку на метаморфоз у тілі тварин» (рос. «О влиянии перерезки нижней части спинного мозга на метаморфоз в теле животных»).
1886 року обраний екстраординарним професором загальної патології Харківського університету, а 1888 здобув посаду повного професора. Студенти згадували про його лекції як нецікаві та нудні, від яких рятували тільки добрі підручники Пашутіна та Володимира Підвисоцького.
У 1895—1898 роках очолював кафедру фармакології Військово-медичної академії, перед ним кафедрою завідував Іван Павлов.
У 1893—1897 роках був лікарем-директором курорту Слов'янських мінеральних вод. 1893 року представляв курорт на Першій Всеросійській гігієнічній виставці в Санкт-Петербурзі серед 500 учасників. За зразки слов'янських мінеральних вод здобув велику срібну медаль. 1896 року представляв курорт на Всеросійській промисловій та художній виставці в Нижньому Новгороді, де був у складі делегації Товариства Слов'янських сільзаводчиків і особисто демонстрував експонати. На цій виставці також виборов срібну медаль. У 1896—1897 роках був редактором газети курорту «Сезонный листок Славянских минеральных вод».
У 1897 році містечку Білозерки Херсонської губернії разом з Володимиром Високовичем спростерігав за дослідами Ценковського щодо дії отрути сибірської виразки на тварин.
Помер від сухот у Ялті.
У Слов'янську існує вулиця Степана Костюріна.

## Наукові праці
Автор 34 наукових праць. Серед них:
- К вопросу о влиянии подкожного впрыскивания Броун-Секаровской вытяжки на лиц среднего возраста н стариков и на течение болезней центральной нервной системы. СПб., 1890. 11 с.
- О сравнительном действии на животных гнилостных и бугорковых токсинов и о влиянии их на течение экспериментальной бугорчатки. СПб., 1891. 16 с. (співавт.)
- О лечении сибирской язвы гнилостными токсинами. СПб., 1891. 15 с. (в соавт.)
- Костюрин С. Д. Славянск (русский Крейцнах) и его лечебные средства: Доклад Рус. о-ву охранения нар. здравия (Бальнеол. секция) / Проф. Воен.-мед. акад. С. Д. Костюрин, врач-дир. Слав. минеральных вод. — Санкт-Петербург: тип. П. П. Сойкина, 1897. — 77 с. ; 24 см — Библиогр.: «Литература Славянских минеральных вод» (с. 65-68)
- Сущинский П. П., Костюрин С. Д. Очерк истории кафедры фармакологии с рецептурой и учением о минеральных водах. СПб., 1898. С. 45—50